# Cécile Corbel
Cécile Corbel (* 28. března 1980, Pont-Croix, Finistère) je francouzská zpěvačka a harfistka. Doposud vydala čtyři studiová alba a také pro Studio Ghibli složila hudbu k filmu Arrietty ze světa půjčovníčků. Cécile Corbel zpívá v mnoha jazycích, např. ve francouzštině, italštině, bretonštině, irštině, turečtině nebo japonštině.

## Diskografie

### Studiová alba
- 2006: SongBook 1
- 2008: SongBook Vol. 2
- 2010: SongBook Vol. 3: Renaissance
- 2013: SongBook Vol. 4: Roses
- 2014: La Fiancée
- 2016: Vagabonde
- 2019: Enfant du Vent

### Výběrová alba
- 2009: The Cécile Corbel Collection
- 2010: Le Coffret
- 2014: Best of SongBooks
- 2015: Songbooks Collection

### EP
- 2005: Harpe Celtique et Chants du Monde

### Singly
- 2010: Arrietty's Song
- 2013: The Riddle
- 2014: Entendez-Vous

### Soundtracky
- 2010: Kari-guraši (další písně z filmu Arrietty ze světa půjčovníčků)
- 2014: Terre des ours Soundtrack – společně s Fabienem Calim

### Muzikály
- 2009: Anne de Bretagne (2 CD)